# Мадам Беспечность (фильм)
«Мадам Беспечность» (другие названия — «Мадам без предрассудков» и «Мадам Сан-Жен») — франко-испано-итальянский художественный фильм, снятый режиссёром Кристианом-Жаком в 1961 году.
Экранизация пьесы французского драматурга Викторьена Сарду.

## Сюжет
Фильм основан на фактах жизни Катрин Юбшер (1753—1835), жены маршала Франции Франсуа Жозефа Лефевра и герцогини Данцигской, образ которой был увековечен в литературе Викторьеном Сарду.
Катрин, простая парижская прачка и белошвейка, стирает бельё никому не известному лейтенанту по имени Наполеон. Влюбившись в солдата Лефевра и, бросив всё, следует за ним и воюющей армией, чтобы оказаться рядом со своим любимым, ставшим сержантом. Пара совершает подвиг, способствующий победе Наполеона, так что после войны благодарный Император присваивает супружеской паре дворянский титул. Франсуа Жозефу Лефевру Наполеон передаёт под управление целую провинцию. Став герцогиней, Катрин ссорится с надменными сёстрами Наполеона, возмущает дворянство своим отсутствием изысканных манер, флиртует с мужчинами и постоянно создаёт хаос, оставаясь верной своему простому земному происхождению.

## В ролях
- Софи Лорен — Катрин Юбшер, «мадам Сан Жен»
- Робер Оссейн — Франсуа Жозеф Лефевр, сержант
- Жюльен Берто  — Наполеон Бонапарт
- Джанрико Тедески — Роке
- Рено Мари — Фуше
- Челина Чели — Анна
- Аналия Гаде — Каролина Бонапарт
- Леа Грэй
- Марина Берти — Элиза Бонапарт
- Энрике Авила — Фрикассе, сержант
- Сильвия Солар — Марго
- Карло Джуффре[фр.] — Жером Бонапарт
- Лисия Калдерон
- Фернандо Санчо — Помье
- Анхела Браво
- Бруно Каротенуто — Бланше
- Габриэлла Паллотта — Элоиза
- Ида Галли
- Лаура Валенсуэла[фр.] — Полина Бонапарт
- Антуанетта Вейнен
- Чарито Траллеро
- Альфонсо Года
- Ксан дас Болас
- Томас Бланко — эпизод (нет в титрах)
- Робер Дальбан — эпизод (нет в титрах)
- Ренато Терра — эпизод (нет в титрах)